# Будимир Жижовић
Будимир Жижовић (Пула, 1949) хрватски је новинар. Тренутно је одговорни уредник Радио Пуле, која припада ХРТ-у. Завршио је студије књижевности и хрватског језика на Филозофском факултету у Задру. Објавио је три збирке поезије (Гавран међу кокошима - Пегаз Београд, Кавана на обали - издавачки центар Ријека, United fumadors - Аморета Пула, заједно с Францијем Блашковићем) два кувара: (Кухарица на плавом валу - Грозд Пула и Истарска домаћа зимница - Аморета Пула). Објављивао је поезију, кратке приче и књижевне критике у бројним часописима. Поезија му је превођена на италијански и словеначки језик. Пише кулинарске колумне, осврте и есеје и организује кулинарске манифестације у Истри („Brodet kup Medulin“, „Палентада Водњан“, „Ucvirken fest“, а деведесетих је година организовао „Фестивал истарске кухиње“.
Отац, Драгиша Жижовић, је био из Горњих Бранетића, близу Такова.